# Biaki császárlégykapó
A biaki császárlégykapó (Symposiachrus brehmii) a madarak osztályának verébalakúak (Passeriformes) rendjébe és a császárlégykapó-félék (Monarchidae) családjába  tartozó faj.

## Rendszerezése
A fajt Hermann Schlegel német ornitológus írta le 1828-ban, a Monarcha nembe Monarcha Brehmii néven, sokáig ide sorolták.

## Előfordulása
Indonéziához tartozó Biak szigetén honos. Természetes élőhelyei a szubtrópusi vagy trópusi síkvidéki esőerdők, valamint másodlagos erdők. Állandó, nem vonuló faj.

## Megjelenése
Testhossza 17 centiméter.

## Természetvédelmi helyzete
Az elterjedési területe kicsi, egyedszáma 2500-9999 példány közötti és csökken. A Természetvédelmi Világszövetség Vörös listáján veszélyeztetett fajként szerepel.